# Antonio de León y Becerra
Antonio de León y Becerra (1631- 28 de agosto de 1708) foi um prelado católico romano que serviu como bispo de Arequipa (1677–1708), bispo de Trujillo (1676–1677) e bispo do Panamá (1672–1676).

## Biografia
Antonio de León y Becerra nasceu em Madrid e foi ordenado sacerdote em 1657. Em 21 de março de 1672, foi nomeado pelo Rei da Espanha e confirmado pelo Papa Clemente X como bispo do Panamá. Recebeu a consagração episcopal em 29 de julho de 1673, por Dom Antonio Sanz Lozano, Bispo de Cartagena.

Em 31 de março de 1676, foi nomeado pelo Rei da Espanha e confirmado em 19 de outubro de 1676 pelo Papa Inocêncio XI como bispo de Trujillo; no ano seguinte, aos 14 de junho de 1677, foi nomeado como bispo de Arequipa, onde serviu até sua morte.